# Hierodula werneri
Hierodula werneri är en bönsyrseart som beskrevs av Giglio-tos 1912. Hierodula werneri ingår i släktet Hierodula och familjen Mantidae.

## Underarter
Arten delas in i följande underarter:
- H. w. werneri
- H. w. curvidens